# Lugumeer
Het Lugumeer (Chinees: 泸沽湖, Pinyin: Lúgū Hú) is een meer op het Plateau van Yunnan in het Noordwesten en centrum van de autonome provincie van Ningliang in de Volksrepubliek China. Dit alpiene meer zou een geologische fout zijn die ontstaan is tijdens het recente cenozoïcum. Het bevindt zich op een hoogte van 2.685 meter (8.809 voet) en is gelegen op de grens van de provincies Yunnan en Sichuan. Het wordt omringd door bergen en heeft vijf eilanden, vier schiereilanden, veertien baaien en zeventien stranden. De kusten en nabije omgeving worden bewoond door talrijke etnische minderheidsgroepen, waarvan de Mosuo de belangrijkste zijn, daarnaast vind je er ook de Norzu, de Yi, de Pumi en Tibetanen.
Door de Han-Chinezen worden de Mosuo vaak bezien als een subclan van de Naxi en afgedaan als een levend fossiel voor het onderzoeken van de echtelijke ontwikkelingsgeschiedenis van het "mens zijn" omwille van hun matriarchale samenleving. Opvallende aspecten in hun cultuur zijn onder andere de huwelijksriten van het "azhu-huwelijk" (dat omschreven zou kunnen worden als "wandelende huwelijk"). De Chinese autoriteiten promoten het gebied dan ook in reispamfletten met ronkende namen als "Amazonië", het "Koninkrijk der Vrouwen", "Huis van de Matriarchale Stam“ en "Exotisch land van dochters". Hun cultuur werd voor het eerst kort beschreven (voor een Westers publiek) door Peter Goullart in zijn boek Forgotten Kingdom dat gaat over de Naxicultuur.

## Etymologie
De Mosuo noemen het meer Lúgū Hú. Lúgū betekent in hun taal "het vallen in water" en Hú staat (in het Chinees) voor "meer". Daarnaast gebruiken de Mosuo ook vaak de naam "Moeder Meer".

## Geschiedenis
Kublai Khan, met zijn Mongools leger, vestigde zijn lokale legerhoofdkwartier ten zuiden van het meer. Een feodale overheid van ambtenaren volgde toen de troepen die hier gelegerd werden. Kublai Khan introduceerde het boeddhisme in de regio en dwong regels van burgerlijk beleid af, die aan de godsdienstige principes rond het Lugumeer en de stad Yongning werden gekoppeld.
Het was tijdens deze periode dat de Mosuo met de uitheemse praktijk van het monogame huwelijk in contact kwamen, dat door de ambtenaren van het Mongoolse leger werd uitgeoefend. Het werd een relatieve mode onder de etnische bevolking, in het bijzonder in de dorpen Yankouba en Tuodian.

## Geografie
Het Lugumeer is een natuurlijk meer in het Hengduangebergte, meer bepaald gelegen op een hoogplateau te midden van de Xiaoliangshan-heuvels van westelijk Yunnan en heeft een hoefijzervorm. Het wordt omvangen door de geografische coördinaten 27°40 ′ 59 ″ N 100°45 ′ 00 ″ E/27.683°N 100.75°E/27.683; 100.75 en 27°45 ′ 00 ″ N 100°49 ′ 59 ″ E/27.75°N 100.833°E/27.75; 100.833.
Het meer wordt omringd door de "berg van de Leeuw", die als de godin Gammo wordt aanbeden, en is het belangrijkste heiligdom van de Mosuo. Het meer heeft een drainageafwatering van 171,4 km² en is de hoofdopslag van de regenval in het gebied. Het water heeft een turquoise-blauwe kleur. De zuidoever van het meer ligt in het Autonoom gebied Yi van Ninglang. Het meer heeft een lengte van 9,4 km bij een breedte van 8 km en een oppervlakte van ± 50 km² en een gemiddelde diepte van 45 meter. De maximumdiepte van het meer is 93,5 meter. Het is dan ook het op een na diepste meer van China, na het Fuxianhu-meer.
Het meer wordt omzoomd door steile bergen en gedeeltelijk beboste hellingen en gevoed door de Mosuo-rivier. Het meer heeft één uitstroom, de Gaizu, die zich bij de Yalong Jiang voegt om uiteindelijk in de Yangtze te stromen.
Het meer zou ontstaan zijn tijdens het Laat-Cenozoïcum en wordt beschouwd als een van de jongste foutenmeren in het Plateau Yunnan.

## Foto's

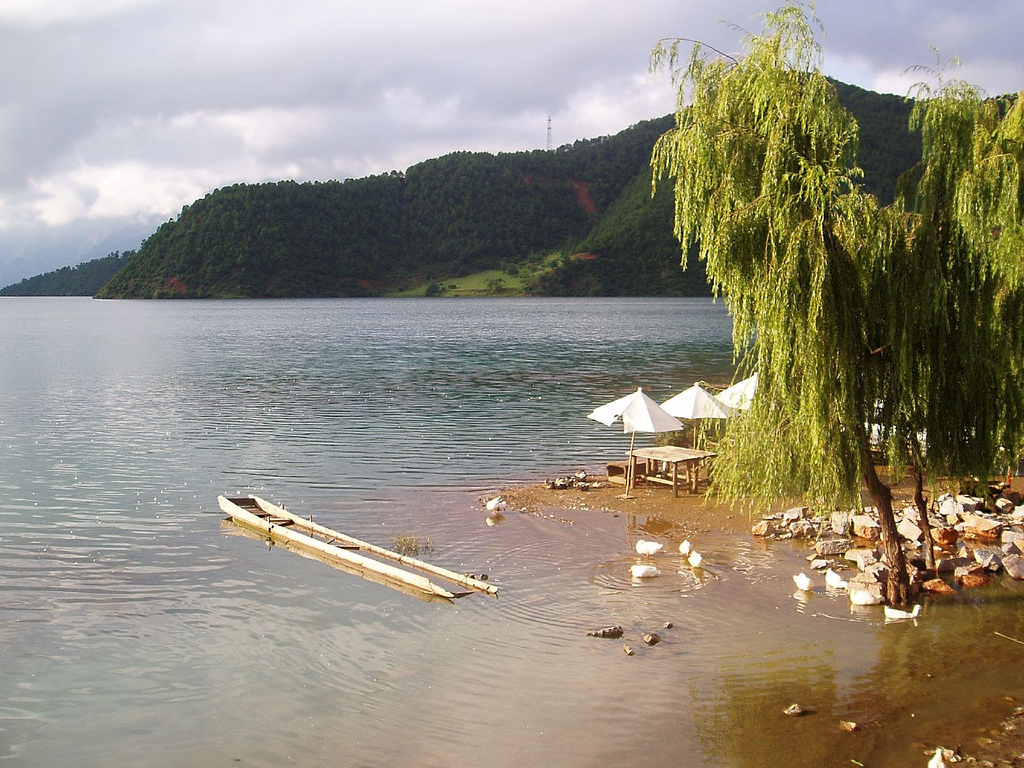
Het Lugumeer 's morgens
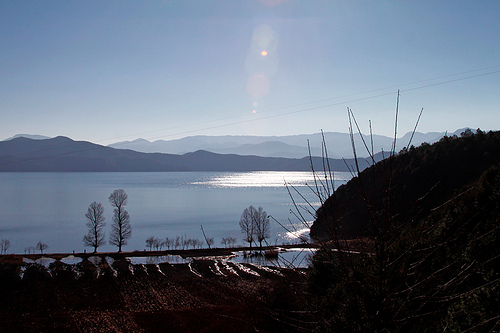
Lugu-meer
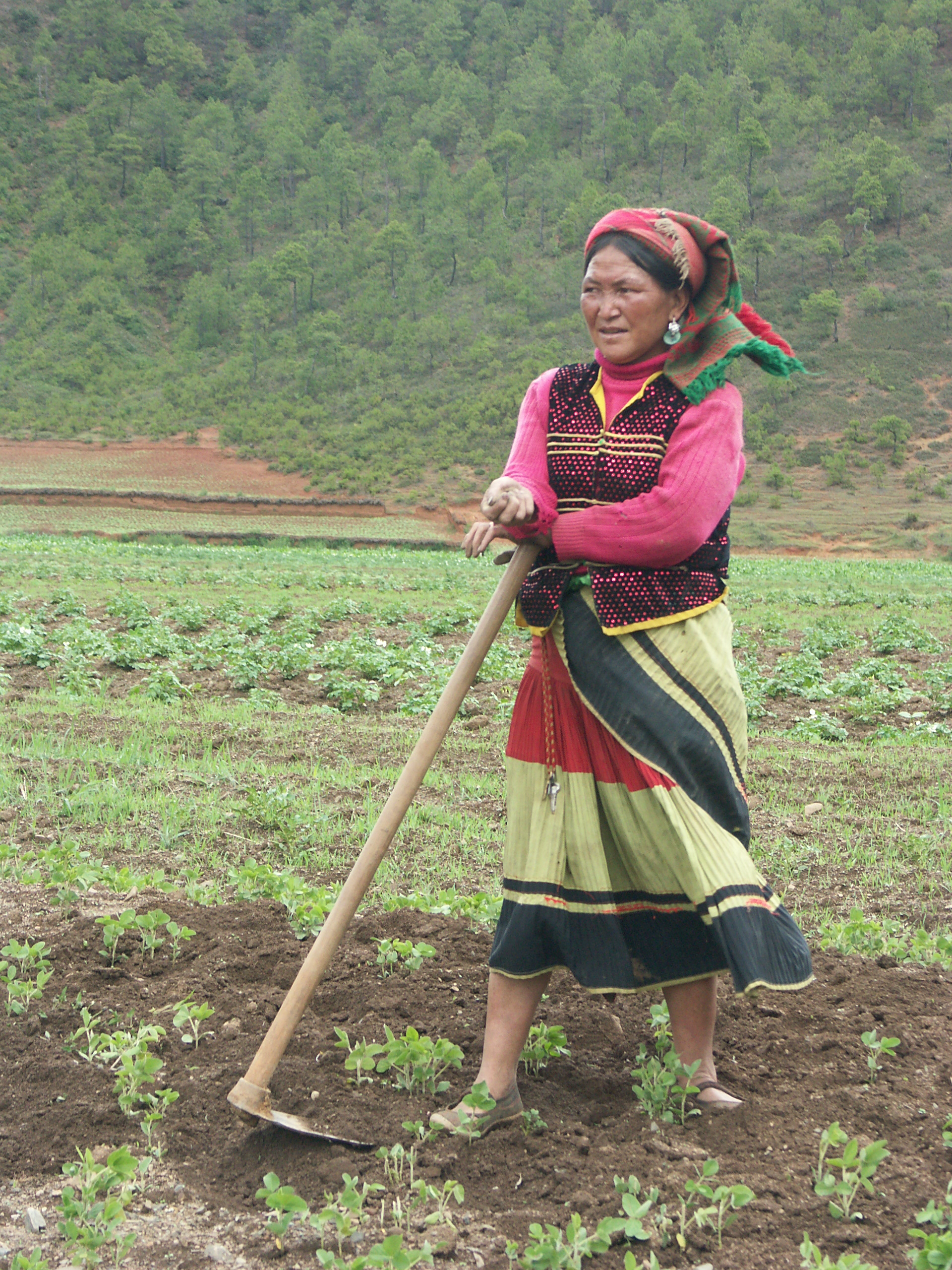
Een Mosuovrouw nabij het Lugumeer
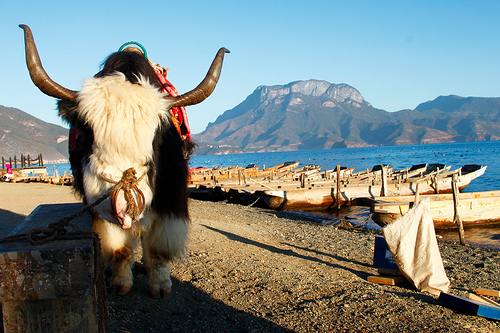
Kustlijn van het Lugumeer
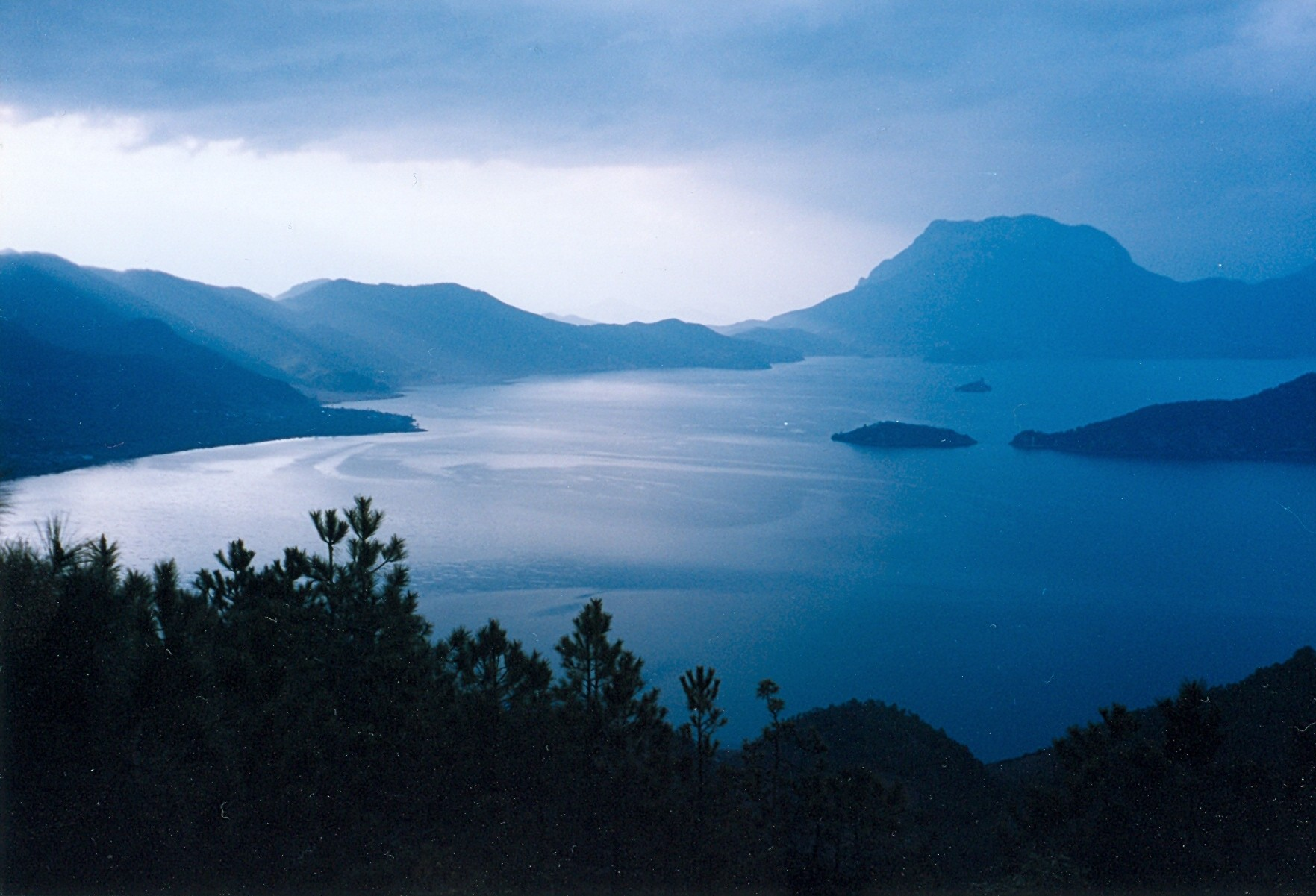
Lugumeer
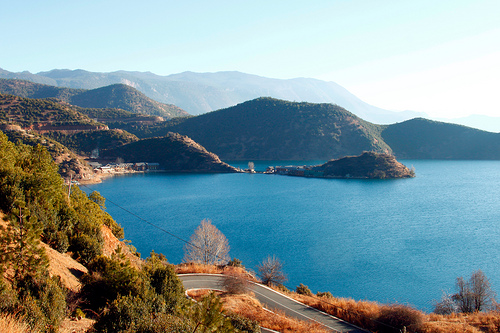
Lugumeer